# بختیار خدای‌نظرف
بختیار خدای‌نظرف (به تاجیکی: Бахтиёр Худойназаров) زاده ۲۹ مهٔ ۱۹۶۵ - درگذشته ۲۱ آوریل ۲۰۱۵)، کارگردان و تهیه‌کننده سرشناس اهل تاجیکستان بود.

## زندگی‌نامه
بختیار خدای‌نظرف ۲۹ مه ۱۹۵۶ در شهر دوشنبه، جمهوری سوسیالیستی تاجیکستان شوروی متولد شد.
او نخستین فیلم سینمایی خود «برادر» (۱۹۹۱) را هنگامی ساخت که هنوز دانشجوی رشته کارگردانی در دانشکده سینمای گراسیمف در مسکو بود. این فیلم بیش از ۲۰ جایزه به دست آورده‌است. این فیلم دربارهٔ زندگی مردم در آسیای میانه، یکی از واپس مانده‌ترین بخش‌های قلمرو اتحاد شوروی سابق بود و با استقبال گسترده‌ای روبرو شد.
پس از این، فیلم دوم خدای‌نظرف به نام «کش به کش» در شهر دوشنبه ساخته شد که فیلمنامه آن را خود او نوشته بود. خدای‌نظرف در سال ۱۹۹۳ برای کارگردانی این فیلم از «جشنواره بین‌المللی فیلم ونیز» جایزه شیر نقره‌ای را به دست آورد.
بختیار خدای‌نظرف زمانی وارد عرصه هنر سینما شد که تاجیکستان مانند دیگر جمهوری‌های اتحاد جماهیر شوروی تحولات بزرگی را در همه عرصه‌ها، از جمله در هنر سینما، تجربه می‌کرد. سیاست «پرسترویکا» که میخائیل گورباچف، رهبر وقت اتحاد شوروی در پیش گرفته بود، عرصه را برای روی کار آمدن استعدادهای جوان هموار کرد.
در آن زمان با توجه به پا گرفتن جنبش‌های هویت خواهی و استقلال طلبی فرهنگیان تاجیک، از جمله سینماگران، تلاش می‌کردند جهان را طور دیگر ببینند و در آثار خود به بازتاب زندگی سنت و آیین‌های ملی می‌پرداختند. در سینما و ادبیات آن دوران انتقادهایی به نظام شوروی و سلطه حزب کمونیست، بویژه در مورد از میان بردن فرهنگ‌های قومی و محلی، مطرح می‌شد.
آن زمان بود که دولت خدای‌نظرف، فیلم‌ساز معروف تاجیک، در شهر دوشنبه یک «مکتب سینما» تأسیس داد. برخی بختیار خدای‌نظرف را از نخستین شاگردان مکتب دولت خدای‌نظرف می‌دانند. در ضمن، هرچند نام خانوادگی این دو فیلم‌ساز معروف به هم شبیه است، ولی آنها با هم روابط خویشاوندی ندارند.
یکی از معروف‌ترین فیلم‌هایی که بختیار خدای‌نظرف ساخت، فیلم «پدر مهتابی» بود که در سال ۱۹۹۹ به روی پرده سینما آمد. این فیلم تولید مشترک روسیه، آلمان، سوئیس، اتریش و تاجیکستان است که جایزه اصلی «جشنواره فیلم کینوتاور» در روسیه را به دست آورد.
از فیلم‌های دیگر بختیار خدای‌نظرف که با استقبال دوستداران سینما روبرو شد، فیلمی به نام «شیک» بود که بر مبنای اثری از نویسنده آمریکایی ری بردبری ساخته شده‌است.
بختیار خدای‌نظرف در زمان جنگ داخلی تاجیکستان این کشور را ترک کرد و به روسیه رفت. وی طی سال‌های اخیر غالباً در مسکو و برلین زندگی می‌کرد و در کنار تولید فیلم به ساختن سریال‌هایی نیز مشغول بود.
آخرین اثر او سریالی عبارت از هشت قسمت به نام «معشوقه‌های سرگرد سوکولوف» است که در آن آندری پانین هنرپیشه روس، نقش اصلی را اجرا کرد.
بختیار خدای‌نظرف در پی بیماری ای طولانی روز سه شنبه ۲۱ آوریل ۲۰۱۵ در سن ۴۹ سالگی در برلین، آلمان درگذشت و پیکر وی همان‌جا به خاک سپرده شد
صفر حقداد، رئیس اتحادیه سینماگران تاجیکستان، درگذشت او را ضایعه بزرگی برای سینمای تاجیک خواند. وی دربارهٔ نقش بختیار خدای‌نظرف در سینمای تاجیکستان گفت:
هر فردی در سینما نقش معینی دارد، ولی هستند آدمان انگشت شماری که به معنای کامل تعیین‌کننده یا معرفی کننده سینمای ملی ما بودند. در کنار بزرگانی چون کامل یارمتف، بوریس کیمیاگاروف و چند تن دیگر که تعیین‌کننده رسالت سینما، جریان‌ها و مکتب‌های آن محسوب می‌شوند، نام بختیار خدای‌نظرف هم برای همیشه زنده و جاوید خواهد ماند. وی با اشاره به «استعداد فوق‌العاده» بختیار خدای‌نظرف گفت که او در پی نخستین فیلمش که در سال ۱۹۹۱ به نام «برادر» در مسکو روی پرده آمد، در میان دوستداران سینما محبوبیت گسترده‌ای پیدا کرد.

## فیلمشناسی
| نام فیلم                                                            | سال  | کارگردان | تهیه‌کننده | نویسنده | هنرپیشه |
| ------------------------------------------------------------------- | ---- | -------- | --------- | ------- | ------- |
| معشوقه‌های سرگرد سوکولوف / Getery mayora Sokolova (مجموعه تلویزیونی) | ۲۰۱۴ | آری      | -         | -       | -       |
| Waiting for the Sea                                                 | ۲۰۱۲ | آری      | آری       | -       | -       |
| Bez muzhchin                                                        | ۲۰۱۱ | -        | آری       | -       | -       |
| Vnuk Gagarina                                                       | ۲۰۰۷ | -        | آری       | -       | -       |
| Tanker 'Tango'                                                      | ۲۰۰۶ | آری      | -         | -       | -       |
| Ragin                                                               | ۲۰۰۴ | -        | آری       | -       | -       |
| شیک / Chic                                                          | ۲۰۰۳ | آری      | آری       |         | -       |
| My Sweet Home                                                       | ۲۰۰۱ | -        | -         | -       | آری     |
| پدر مهتابی / Luna Papa                                              | ۱۹۹۹ | آری      | -         | آری     | -       |
| کش به کش / Kosh ba kosh                                             | ۱۹۹۳ | آری      | آری       | آری     | -       |
| برادر / Bratan                                                      | ۱۹۹۱ | آری      | -         | آری     | -       |